# San Felipe (Guanajuato)
San Felipe, conocido localmente también como San Felipe Torres Mochas, es una población del estado mexicano de Guanajuato.

## Toponimia
El municipio lleva el mismo nombre que el de su cabecera municipal. Esta fue llamada Villa de San Felipe durante la época virreinal en honor al santo del mismo nombre San Felipe. El pueblo recibió el apodo de Torres Mochas debido a que la torre y campanario de la iglesia parroquial de la ciudad permanecieron incompletos por un periodo de 243 años, desde 1641 hasta enero de 1884, año en el que se concluyó la edificación de la misma. La ciudad ha recibido varios nombres durante su historia. En 1889, mediante un decreto gubernativo, se cambió el nombre de San Felipe por el de Ciudad González, en honor del gobernador Manuel González. En 1938 se expidió un segundo decreto que cambió el nombre de la población por el de Ciudad Hernández Álvarez, en honor del gobernador Enrique Hernández Álvarez, sin embargo, pese a las distintas denominaciones que llegó a tener, la ciudad siempre fue conocida popularmente con el nombre San Felipe Torres Mochas. Finalmente, el 14 de octubre de 1948 se impuso San Felipe como nombre oficial de la ciudad.

## Historia

### Fundación

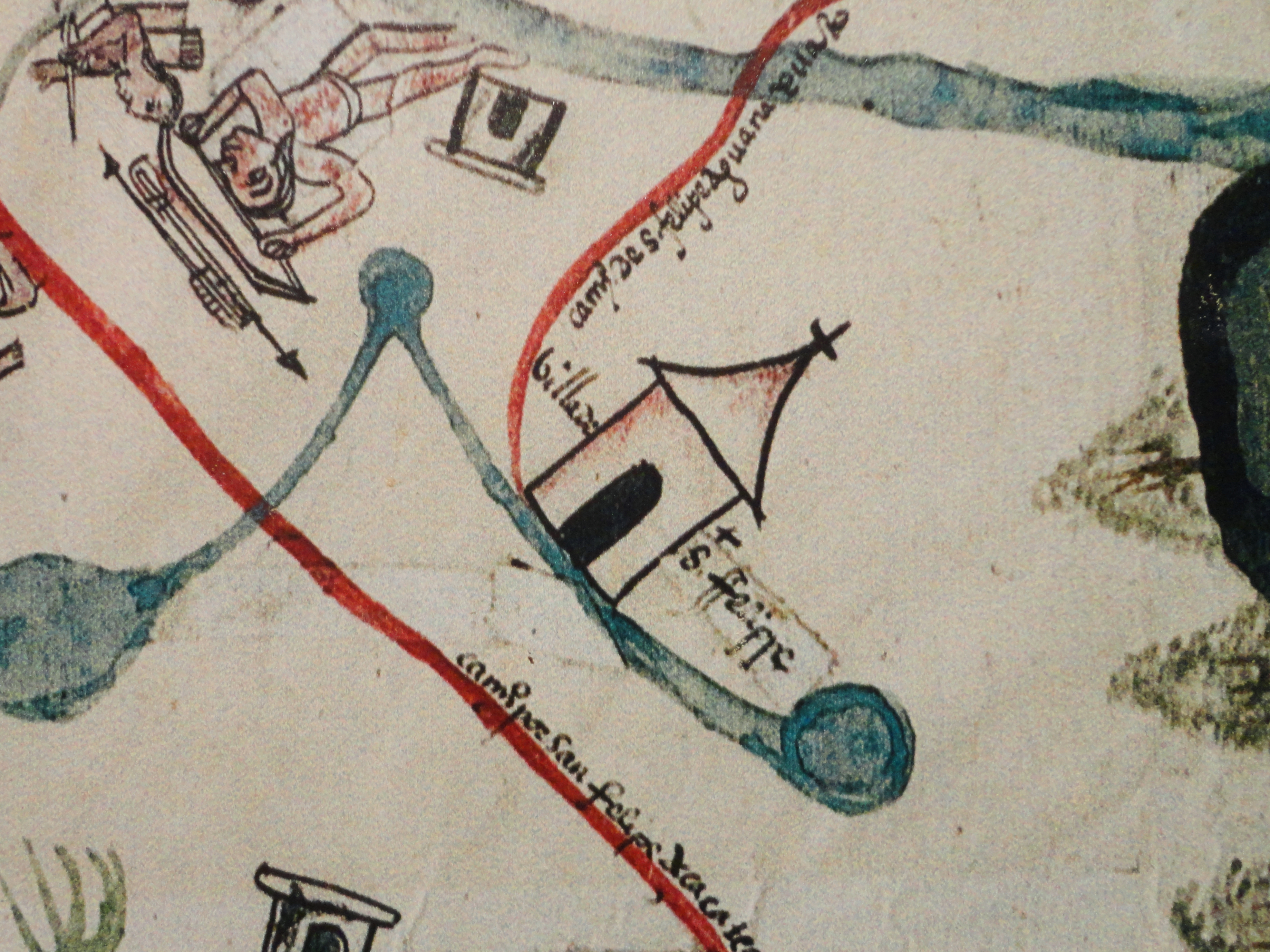
Villa de San Felipe. Detalle de mapa del.

San Felipe se fundó el 21 de enero de 1562. Se reconoce como primeros pobladores de la región que ahora forma San Felipe a varios grupos de chichimecas nómadas; conformados por zacatecos, pames (llamados también xi'oi), guamares, y guachichiles. La gran mayoría de estos grupos se mostraron hostiles ante la colonización española.
San Felipe fue establecido como presidio en 1554, y fundada después por Francisco de Velasco el 21 de enero de 1562 por orden del virrey Don Luis de Velasco, dándosele el nombre de Villa de San Felipe en honor al rey Felipe II de España. El propósito de la fundación de la villa fue el de dar resguardo a la Ruta de la plata mexicana. Después de conquista el área dónde ahora se encuentra la cabecera municipal, se comenzó la construcción de la villa siguiendo la tradicional traza urbana española. En 1563 el rey Felipe II concedió el título de Villa de la Comunidad a San Felipe, quedando la misma a cargo de Francisco de Velasco.

### Desarrollo y época virreinal

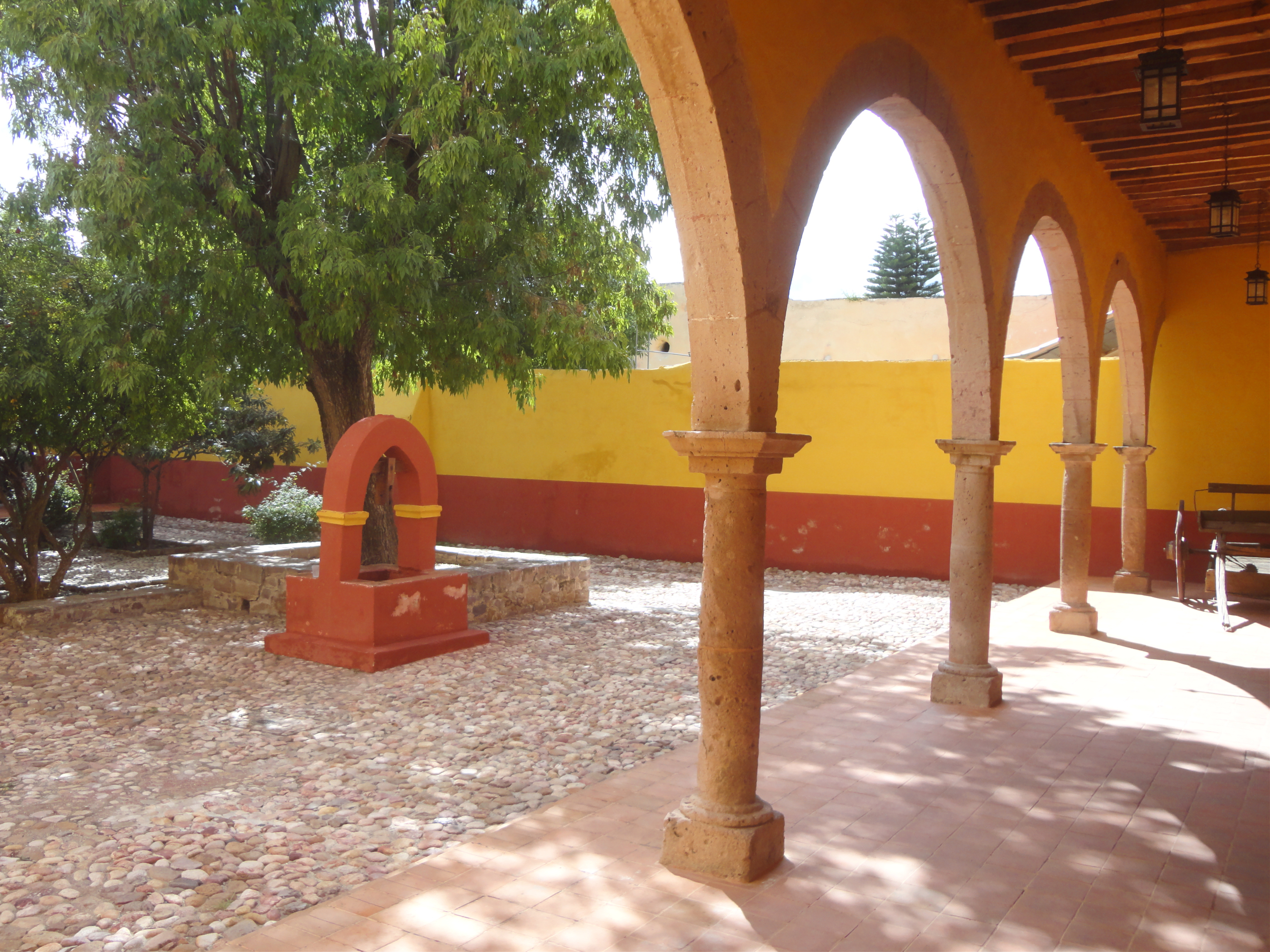
Casa de Miguel Hidalgo: La Francia Chiquita.

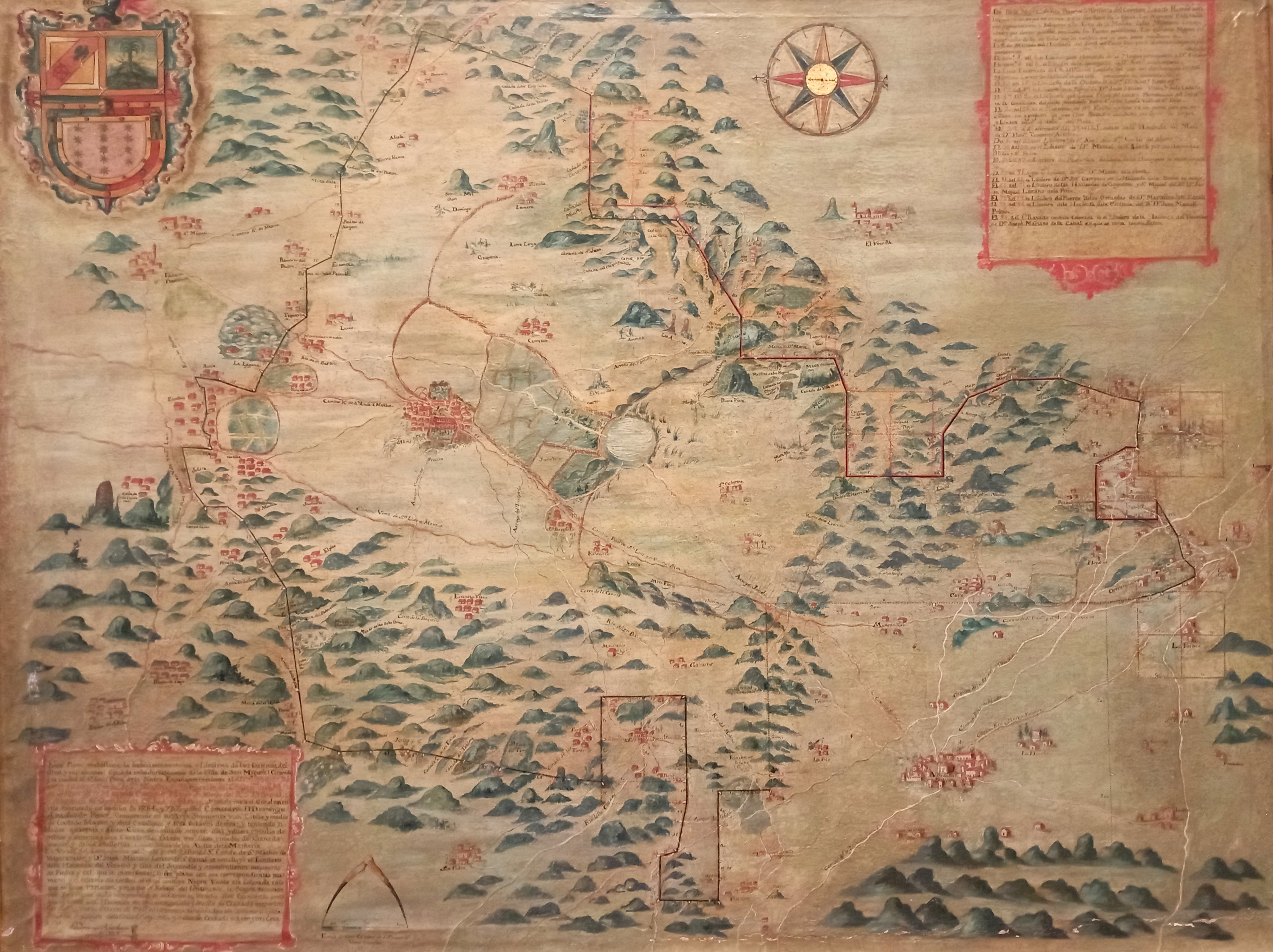
Mapa de San Felipe, Hacienda de Jaral de Berrio y alrededores.

La Villa estuvo dividida en dos pueblos durante más de 300 años; la villa de españoles y el Pueblito de Analco para los habitantes indígenas a la región. Ambas villas eran separadas por el arroyo ahora conocido como Río Cocinero. La autoridad del Pueblo de Analco residía en un gobernador indio, impuesto por el alcalde español, que gobernaba la villa. Ambos mandatarios reconocían también al párroco como autoridad y Juez eclesiástico de la Villa. 
La parroquia del pueblo se comenzó a construir después de la fundación de la Villa, la construcción fue terminada casi en su totalidad en 1641, aunque la torre y campanario fueron terminados hasta 1884, durante este tiempo se edificó también el templo de Nuestra Señora de la Soledad, localizada en el Pueblo de Analco. Varias haciendas de importancia surgieron alrededor de San Felipe durante el siglo XVI, entre ellas la de San Joaquín de la Quemada, que tuvo su origen en la segunda mitad del siglo y la de San Diego de Jaral de Berrio que fue establecida hacia finales del siglo, y que destacó por su producción agrícola y ganadera.
El cura don Miguel Hidalgo y Costilla llegó al curato de San Felipe el 23 de enero de 1792. La tradición comenta que desde su llegada Hidalgo comenzó a trabajar con los pobladores, en la enseñanza de cultivos, alfarería y en la difusión de nuevas ideas libertarias, surgidas como consecuencia de la Revolución francesa. La casa donde residió el cura durante su estancia es conocida ahora con el nombre de Casa Hidalgo. 
La parroquia del pueblo fue quemada y saqueada por insurgentes durante la Guerra de independencia, su reconstrucción la dirigió Francisco Eduardo Tresguerras a petición del señor cura Manuel Tiburcio Orozco, fueron reconstruidos casi en su totalidad el altar principal y varias capillas, aunque muchas imágenes lograron ser rescatadas de las llamas.

### Posindependencia

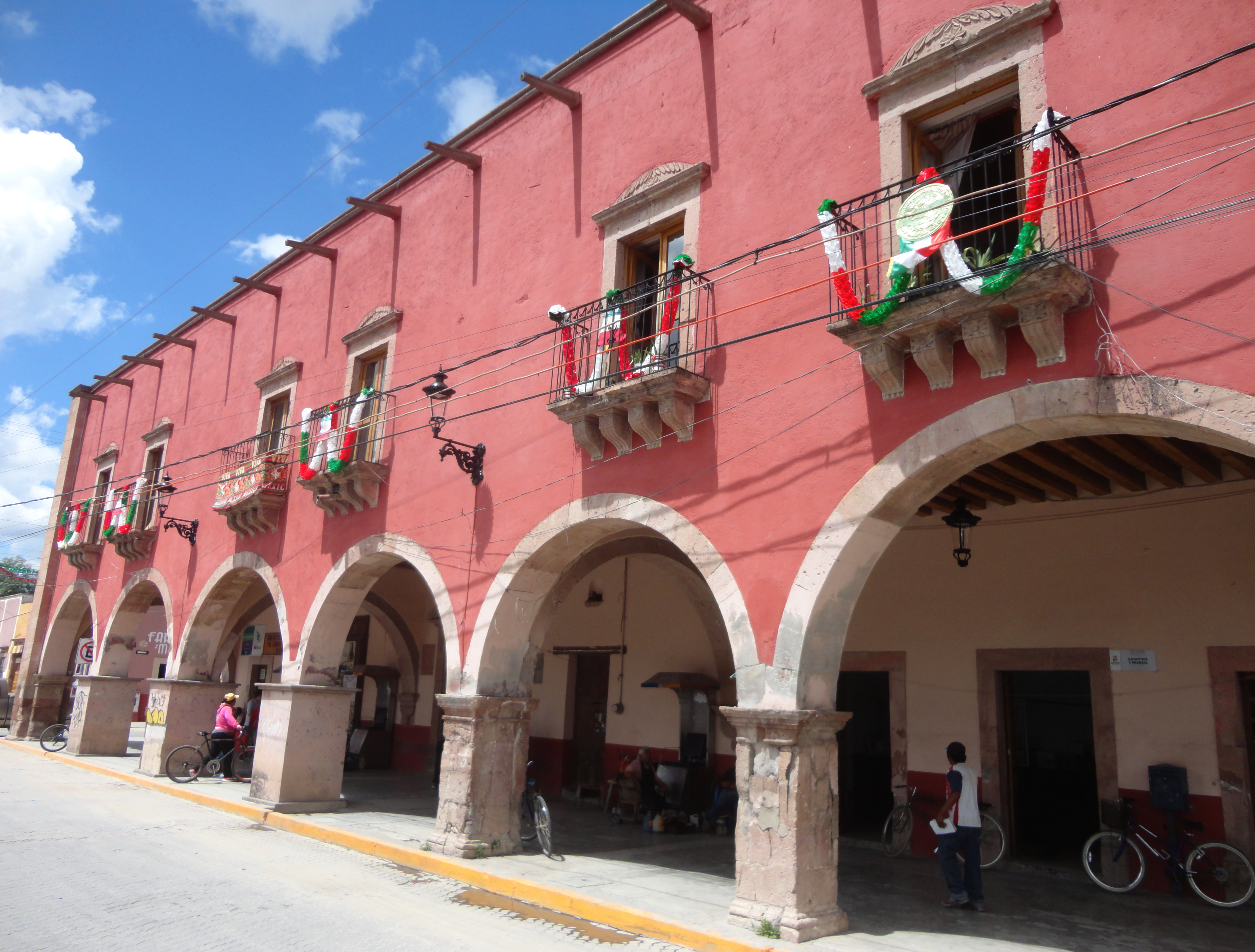
Casa Juárez

En 1863, durante la Segunda Intervención Francesa, en su paso a la ciudad de Monterrey, el presidente de México Benito Juárez García se hospedó en el edificio ahora conocido como Casa Juárez, en ese tiempo llamado Hotel Casino. De regreso a la Ciudad de México en 1867, el presidente se hospedó nuevamente en San Felipe.
Los pueblos de San Felipe y Ocampo se vieron beneficiados a mediados del siglo XIX gracias a la construcción de la carretera Guanajuato - Tampico. La economía de ambas poblaciones se vio sustancialmente mejorada al aumentar el comercio como consecuencia de la mejora de comunicaciones y facilitación de circulación vehicular a través la ciudad de San Felipe tras la instalación de la carretera. En 1884 el 31 de enero, se terminó la edificación de la torre del templo parroquial.
Durante 1885 San Felipe enfrentó problemas de límites territoriales con los municipios de San Diego de la Unión y Ocampo, y con el estado de Jalisco. Los límites políticos del municipio fueron delimitados luego de la intervención del Congreso del Estado.
Durante el Porfiriato resurgieron en San Felipe grandes latifundios, como los de El Cubo y San Diego de Jaral de Berrio, (el caso de la hacienda de Jaral es actualmente una atracción turística del municipio). En 1892 por decreto del Congreso, San Felipe es elevado a rango de ciudad bajo el nombre de Ciudad Manuel González, el 24 de diciembre de 1939 el nombre de la ciudad es de nuevo cambiado por Ciudad Hernández Álvarez. El 22 de diciembre de 1948 el nombre original es finalmente restituido. Los municipios de San Felipe y de Ocampo fueron escena de varios enfrentamientos armados y de persecución religiosa durante la Guerra Cristera.

## Geografía

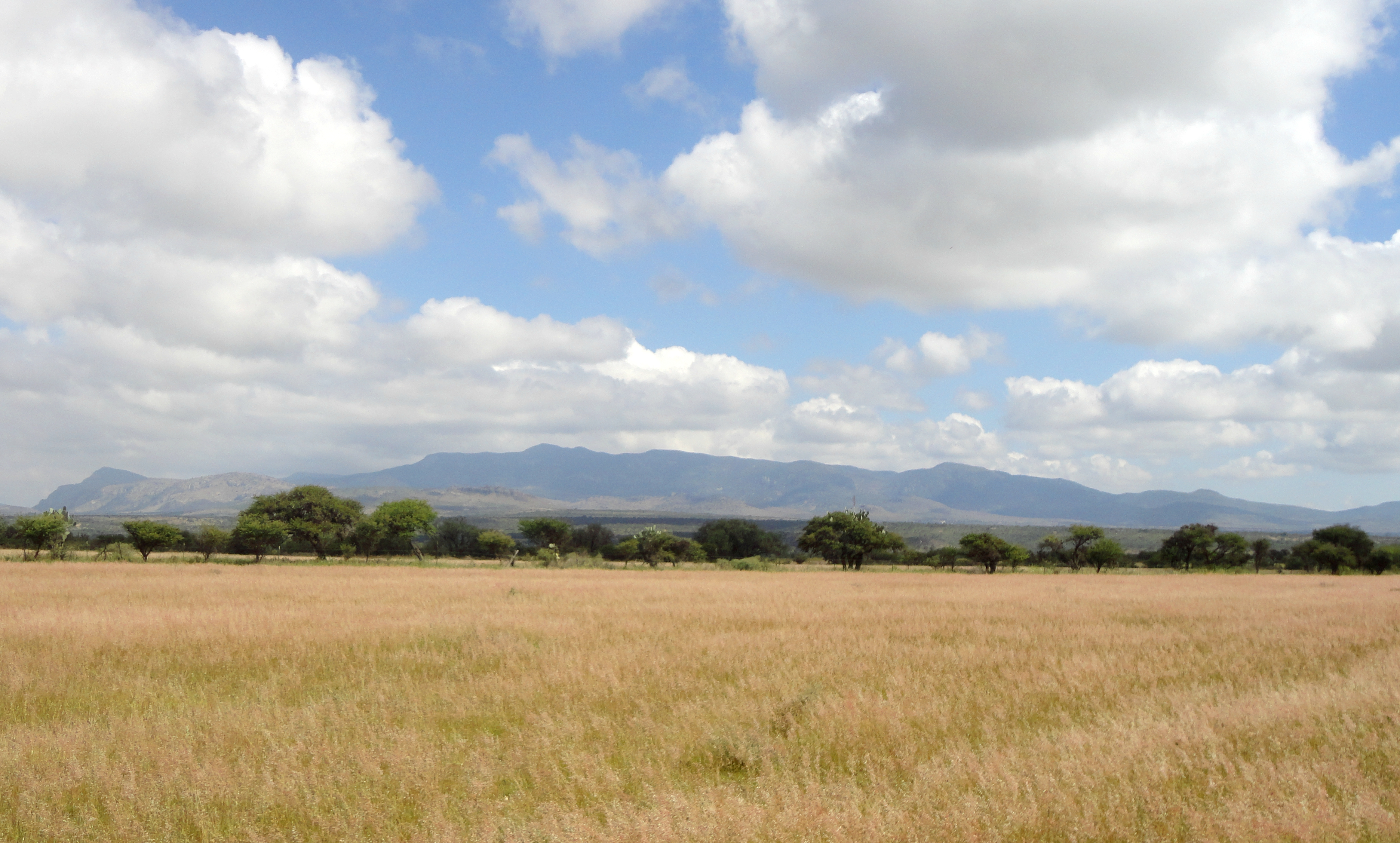
Sierra del Cubo.

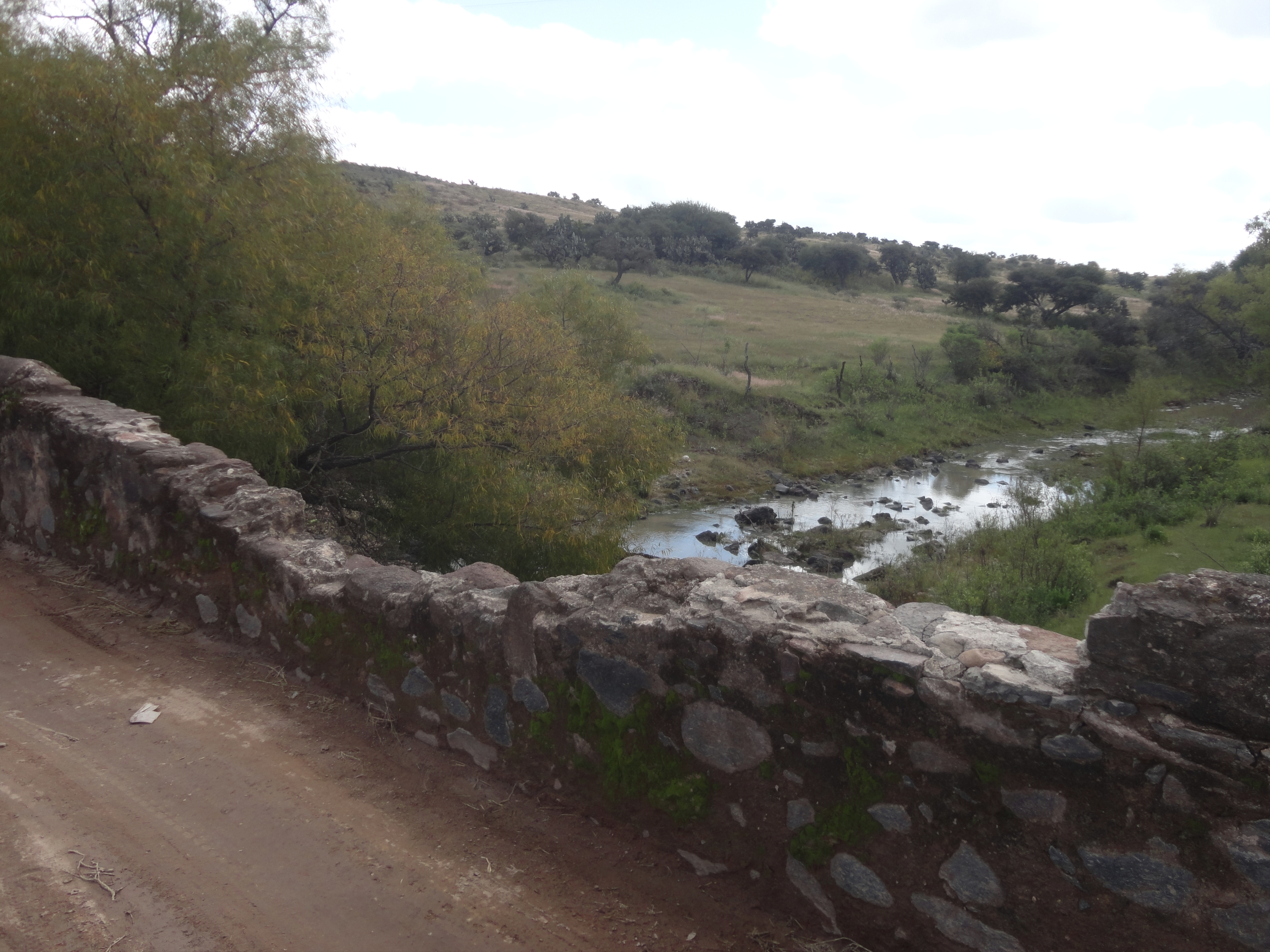
Río Laja a su paso por La Quemada.

La ciudad de San Felipe, cabecera municipal, está situada a los 100°50′ al este y al oeste 101°40′ de longitud al oeste del meridiano de Greenwich y a los 21°9′ de latitud norte. Su altura sobre el nivel del mar es de 2080 metros. El área del territorio municipal comprende 2969.79 kilómetros cuadrados, equivalentes al 9.5 % de la superficie total del Estado. Territorialmente, es el municipio más grande del Estado de Guanajuato. El área del municipio se encuentra completamente dentro de la Mesa Central de México o Altiplanicie Mexicana. El punto más elevado del municipio es la Sierra del Cubo, con una altura de 2880 metros, esta es al mismo tiempo la sexta elevación más alta del Estado.

### Orografía
El municipio muestra una variedad de accidentes y características geográficas. Estos incluyen montañas de elevación media, extensas cordilleras y vastas planicies y valles de menor extensión. Dentro del territorio municipal de San Felipe se localiza la Sierra de San Pedro, de esta se desprende la denominada Sierra del Cubo. En los límites del municipio con el de Dolores Hidalgo se forma la Sierra de la Media Luna. Algunas otras elevaciones importantes son la sierra del Fraile en la región oeste, la del Pájaro y la Serranía de Orégano, ambas situadas al oeste de la ciudad de San Felipe. Destacan también los cerros Palo Alto, El Rasguño, El Meco y Los Arrieros. La altitud promedio de estas es de 2600 metros sobre el nivel del mar.

### Hidrografía
San Felipe cuenta con un número elevado de corrientes acuáticas, aunque la mayoría de estas son de carácter temporal y de caudal escaso. Los principales ríos son el río Cocinero (el cual atraviesa la cabecera municipal), y los ríos de Piedras, Aranjuez, Saucillo, Laja, Bravo, y Capetillo. Se encuentran también los arroyos Rincón de Ortega, Las Alazanas, Cañada de León, El Salto de Monjas, La Quemada, Chirimoya, El Molino, San Pedro de Almoloya, San Juan de los Llanos y Harperos.

### Clima
El clima sanfelipense es semiárido y templado, estación invernal definida. La temperatura media anual es de 16.7 °C, la mayor temperatura registrada ha sido de 36.4 °C, y la mínima de 0 °C. La precipitación pluvial anual promedio es de 473.4 milímetros.

## Población
Según los resultados del II Conteo de Población y Vivienda 2005 efectuado por el Instituto Nacional de Estadística y Geografía el municipio de San Felipe cuenta con una población total de 95 896 habitantes, de los cuales 45 522 son hombres y 50 374 son mujeres.
Actualmente, la ciudad de San Felipe se integra por 23 colonias, 14 fraccionamientos, su zona centro y 489 comunidades aproximadamente.[cita requerida]

### Principales localidades
- Cabecera municipal: San Felipe - 24 935 habitantes
- San Bartolo de Berrios - 5250 habitantes
- Laguna de Guadalupe - 3176 habitantes
- San Pedro de Almoloya - 2192 habitantes
- Jaral de Berrio - 2308 habitantes
- La Labor - 2000 habitantes
- Lequeitio - 1500 habitantes
- San Andrés del Cubo (El Cubo) - 667 habitantes
- El Refugio - 56 habitantes
- La Cieneguita - 200 habitantes

## Personas destacadas
- Práxedis G. Guerrero (1882-1910): periodista y revolucionario.
- Dr. Enrique Hernández Álvarez (1892-1938): Gobernador de Guanajuato.
- Margarita Paz Paredes (1922-1980): poetisa.
- Ramón Aguirre Velázquez (1935-): político.
- Dr. Alfonso Myers Sánchez (1921-1982): Médico, político y luchador social.
- Sergio Mendoza (1981-): Futbolista.
- Cristina Pacheco (1941-2023): periodista.[9]